# Unión General Tunecina del Trabajo
La Unión General Tunecina del Trabajo (UGTT) (en árabe:الاتحاد العام التونسي للشغل; en francés: Union Générale Tunisienne du Travail) es el principal sindicato de Túnez con 750.000 afiliados. Fundado el 20 de enero de 1946 por Farhat Hached basada en Túnez.  Principalmente implantado en el sector público, reúne a 24 sindicatos regionales, 19 organizaciones sectoriales y 21 sindicatos de base. Ha recibido críticas por la centralización del poder, la baja representación de las mujeres, el sector privado y algunas regiones como el Sahel.
La UGTT está afiliada a la Confederación Internacional de Organizaciones Sindicales Libres y desde noviembre de 2006 a la Confederación Sindical Internacional. 
El sindicato tiene su propio periódico (Echaâb), su agencia de viajes, una cooperativa activa en el sector de la pesca y una compañía de seguros mutuos; también alquila el Amilcar Hotel en Carthage.
Después de la revolución de 2011, la UGTT pierde su monopolio, después de la creación de la Confederación General del Trabajo de Túnez el 1 de febrero de 2011 y la Organización del Trabajo de Túnez el 26 de agosto de 2013. 
Es uno de los componentes del cuarteto del diálogo juntó a la Liga Tunecina de los Derechos Humanos, la Unión Tunecina de Industria, Comercio y Artesanía y la Orden Nacional de Abogados de Túnez, como miembros del denominado Cuarteto de Diálogo Nacional, galardonado con el Premio Nobel de la Paz de 2015 por «su contribución decisiva en la construcción de una democracia plural en Túnez después de la Revolución de los Jazmines de 2011».

## Secretarios generales
| - 1946–1952: Farhat Hached - 1952–1952: Nouri Boudali - 1952–1954: Mohamed Kraïem - 1954–1956: Ahmed Ben Salah - 1956–1963: Ahmed Tlili - 1963–1965: Habib Achour - 1965–1970: Béchir Bellagha | - 1970–1978: Habib Achour - 1978–1981: Tijani Abid - 1981–1984: Taieb Baccouche - 1984–1989: Habib Achour - 1989–2000: Ismaïl Sahbani - 2000–2011: Abdessalem Jerad - desde 2011: Houcine Abassi |